# Cirrhochrista poecilocygnalis
Cirrhochrista poecilocygnalis is een vlinder uit de familie van de grasmotten (Crambidae). De wetenschappelijke naam van deze soort is voor het eerst gepubliceerd in 1915 door Embrik Strand.
De soort komt voor in Kameroen.